# Tvistsöm

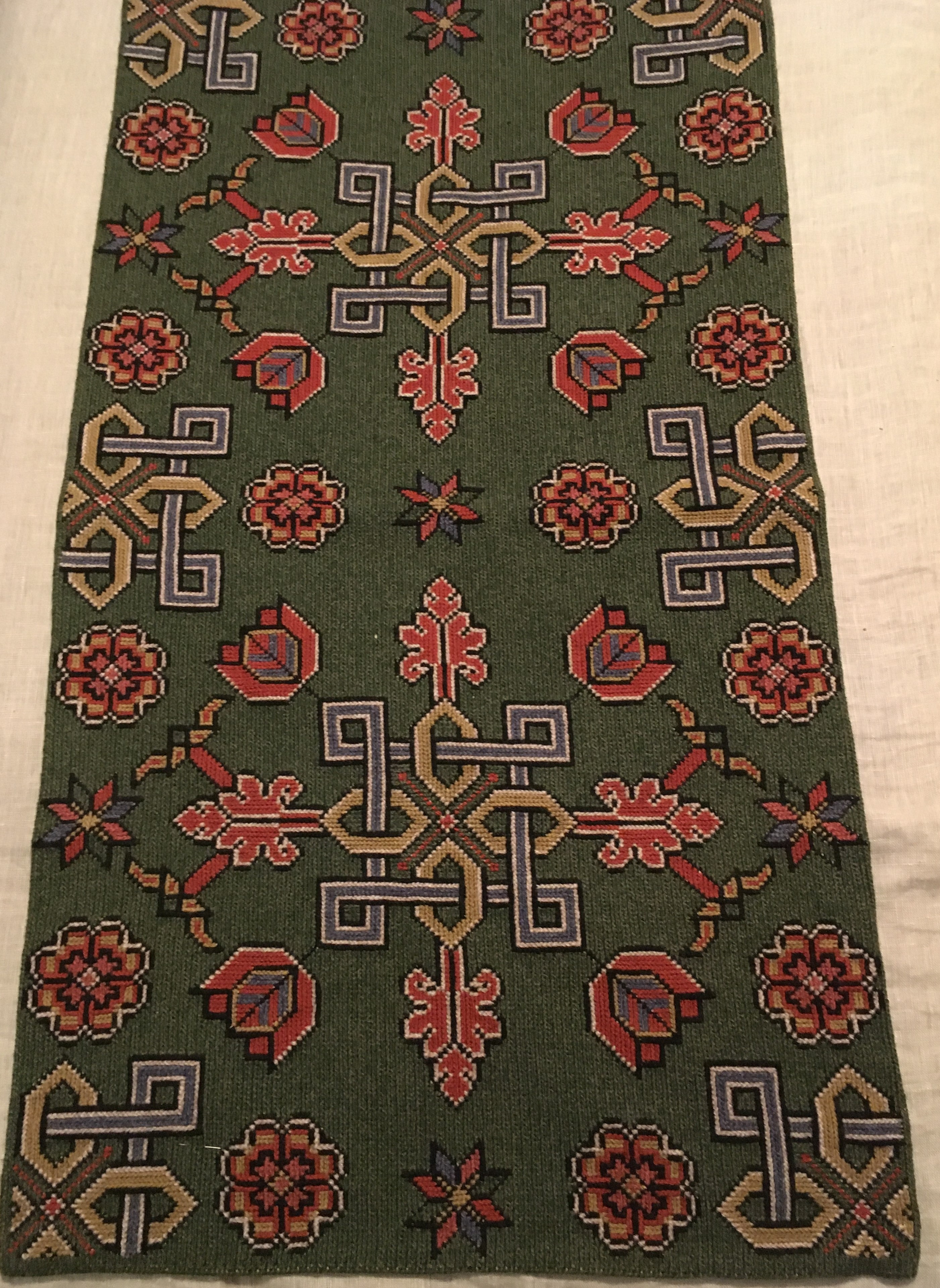
Tvistsöm med mönstren valknut, ankatusblad, tulpaner, stjärnor, ros

Tvistsöm kan härledas ur betydelsen av det engelska ordet twist: tvinnat, sammanflätat. 

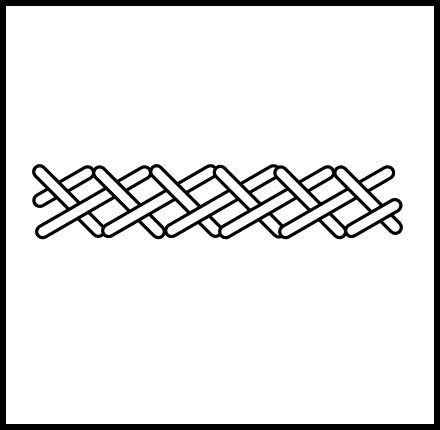
Tvistsöm

Sömmen är en variant av korsstygn (korssöm) men där det ena stygnet är längre än det andra (ett långt snedstygn framåt och sedan ett kort snedstygn tillbaka) vilket ger en struktur av flätad karaktär. Sömmen används ofta som heltäckande och är mycket hållbar. I mellersta Europa finns exemplar bevarade som daterats till 1100-talet, bland annat kyrkliga textilier i Österrike. I Skåne finns arbeten bevarade från 1600-talet. Tvistsömmen användes till ynnen (stolsdynor), åkdynor, bänkadynor, större täcken. Ursprungligen broderades med handspunnet växtfärgat ullgarn på handvävt linne.